# 昂格尔罗达
昂格尔罗达（德語：Angelroda，發音：[aŋəlˈʁoːda]）是德国图林根州伊尔姆县曾经的一个市镇，面积4.95平方千米，2017年12月31日人口为378人。2019年12月31日，昂格尔罗达并入市镇马丁罗达。